# Ascorhynchus comatus
Ascorhynchus comatus is een zeespin uit de familie Ascorhynchidae. De soort behoort tot het geslacht Ascorhynchus. Ascorhynchus comatus werd in 1992 voor het eerst wetenschappelijk beschreven door Child. 